# Pheosiopsis
Pheosiopsis é um gênero de traça pertencente à família Arctiidae.